# Azerrail Bakou Volley Club
Maillots
Le Azerrail Bakou est un club féminin de volley-ball azerbaïdjanais basé à Bakou qui évolue en Super League lors de la saison 2010-2011.

## Historique
- 1950 : Création du Neftjanik Baku
- 1980 : le club prend le nom de BZBK Baku
- 1990 : victoire en Coupe d'URSS
- 2000 : refondation du club en Azerrail Bakou

### Historique des différents noms du club
- 1950-1971 Neftjanik Bakou
- 1971-1980 et 1985-1988 Neftči Bakou
- 1980-1985 et 1988-1995 BZBK Bakou
- 2000- Azerrail Bakou

## Palmarès
- Coupe des coupes / Top Teams Cup (1)
  - Vainqueur : 2002
  - Finaliste : 1993
- Challenge Cup
  - Vainqueur :   2011
- Coupe d'URSS (1)
  - Vainqueur : 1990
- Championnat d'Azerbaïdjan (6)
  - Vainqueur : 2003, 2004, 2005, 2006, 2007, 2008, 2016
  - Finaliste : 2009
- Coupe d'Azerbaïdjan (1)
  - Vainqueur : 2010

## Effectifs

### Saison 2024-2025
| No                                                                                   | Nom                                                                                  | Date de naissance                                                                    | Taille                         | Poids                          | Poste                          |
| ------------------------------------------------------------------------------------ | ------------------------------------------------------------------------------------ | ------------------------------------------------------------------------------------ | ------------------------------ | ------------------------------ | ------------------------------ |
| 999                                                                                  | Aynur Imanova                                                                        | 7 décembre 1988                                                                      |                                |                                | Centrale                       |
| 999                                                                                  | Nikol Milanova                                                                       | 10 août 2002                                                                         |                                |                                | Passeuse                       |
| 999                                                                                  | Anastasia Gurbanova                                                                  | 4 décembre 1989                                                                      |                                |                                | Attaquante                     |
| 999                                                                                  | Raziya Aliyeva                                                                       | 29 août 2002                                                                         |                                |                                | Passeuse                       |
| 999                                                                                  | Aisha Alismanova                                                                     | 23 août 2008                                                                         |                                |                                | Réceptionneuse-attaquante      |
| 999                                                                                  | Irina Milanović                                                                      | 23 septembre 2002                                                                    |                                |                                | Réceptionneuse-attaquante      |
| 999                                                                                  | Leyla Aliyeva                                                                        | 1er janvier 2009                                                                     |                                |                                | Réceptionneuse-attaquante      |
| 999                                                                                  | Milica Sorak                                                                         | 22 septembre 1998                                                                    |                                |                                | Réceptionneuse-attaquante      |
| 999                                                                                  | Nilufer Agahzadeh                                                                    | 19 septembre 2001                                                                    |                                |                                | Centrale                       |
| 999                                                                                  | Jeyran Imanova                                                                       | 3 janvier 1995                                                                       |                                |                                | Libero                         |
| 999                                                                                  | Nayka Benitez                                                                        | 8 février 1989                                                                       |                                |                                | Libero                         |
| 999                                                                                  | Katherin Ramírez                                                                     | 17 janvier 2005                                                                      |                                |                                | Centrale                       |
|                                                                                      |                                                                                      |                                                                                      |                                |                                |                                |
| Encadrement technique                                                                | Encadrement technique                                                                |                                                                                      | Légende                        | Légende                        | Légende                        |
| Entraîneur : Paolo Tofoli                                                            | Entraîneur : Paolo Tofoli                                                            | Entraîneur : Paolo Tofoli                                                            | : Capitaine                    | : Capitaine                    | : Capitaine                    |
| Entraîneur(s) adjoint(s) : Murat Tanrıverdi Entraîneur(s) adjoint(s) : Emil Shukurov | Entraîneur(s) adjoint(s) : Murat Tanrıverdi Entraîneur(s) adjoint(s) : Emil Shukurov | Entraîneur(s) adjoint(s) : Murat Tanrıverdi Entraîneur(s) adjoint(s) : Emil Shukurov | : Joueuse blessée actuellement | : Joueuse blessée actuellement | : Joueuse blessée actuellement |

## Joueuses majeures

### Historiques
Natalya Mammadova